# Kitashirakawa Yoshihisa
Pour les articles homonymes, voir Yoshihisa.
Kitashirakawa Yoshihisa est un nom japonais traditionnel ; le nom de famille (ou le nom d'école), Kitashirakawa, précède donc le prénom (ou le nom d'artiste).
Le prince Kitashirakawa Yoshihisa (北白川宮能久親王, Kitashirakawa-no-miya Yoshihisa-shinnō) du Japon, né le 1er avril 1847 à Kyoto et mort le 5 novembre 1895 à Tainan, est le second chef de la famille Kitashirakawa, une branche collatérale de la famille impériale japonaise.

## Biographie

### Enfance
Le prince est le neuvième fils du prince Fushimi Kuniie (1802-1875). Il est entré dans le sacerdoce bouddhiste sous le titre de Rinnoji-no-miya. Il a servi d'abbé au temple de Kan'ei-ji à Edo.

### Période du Bakumatsu
Pendant les troubles de la guerre de Boshin pour renverser le Shogunat Tokugawa, le prince Yoshihisa s'est sauvé au nord du pays avec des partisans des Tokugawa à la suite de la domination d'Edo par l'alliance Satchō et est devenu le chef nominal de l'« Alliance du Nord » (Ōuetsu Reppan Dōmei). Cette alliance de courte durée était composée de presque tous les domaines du nord du Japon sous la direction de Yoshikuni Date de Sendaï. Des documents le présentent sous le nom d'« empereur Tōbu » ((東武天皇, Tōbu-tennō, (ou 東武皇帝 Tōbu-kōtei)), et énumèrent les personnes aux postes d'une "nouvelle cour du nord"; cependant, les historiens sont divisés sur le fait que le prince Yoshihisa ait réellement été appelé empereur. Selon la source, on pense que le nom de l'ère prévue (nengō) était Taisei (大政) ou Enju (延寿).
Après la restauration de Meiji, en 1873, l'empereur Meiji a rappelé tous les princes impériaux qui étaient prêtres bouddhistes à revenir à un État laïc. Cette même année, il a succédé à son jeune frère, le prince Kitashirakawa Satonari, comme second chef de la nouvelle famille princière de Kitashirakawa-no-miya.

### Mariage et Famille
En avril 1886, le prince Kitashirakawa a épousé Shimazu Tomiko (1862-1936), la fille adoptive du prince Hisamitsu Shimazu du domaine de Satsuma. Le mariage n'a produit aucun enfant : cependant, le prince Yoshihisa a eu cinq fils avec diverses concubines, une pratique courante à l'époque :
1. Le prince Tsunehisa Takeda (22 septembre 1882 – 23 avril 1919)
2. Le comte Futara Yoshiaki (26 octobre 1886 – 18 avril 1909)
3. Le comte Ueno Masao
4. Le prince  Naruhisa Kitashirakawa (18 avril 1887 – 1er avril 1923)
5. Le marquis Teruhisa Komatsu (2 août 1888 – 5 novembre 1970)

### Carrière militaire

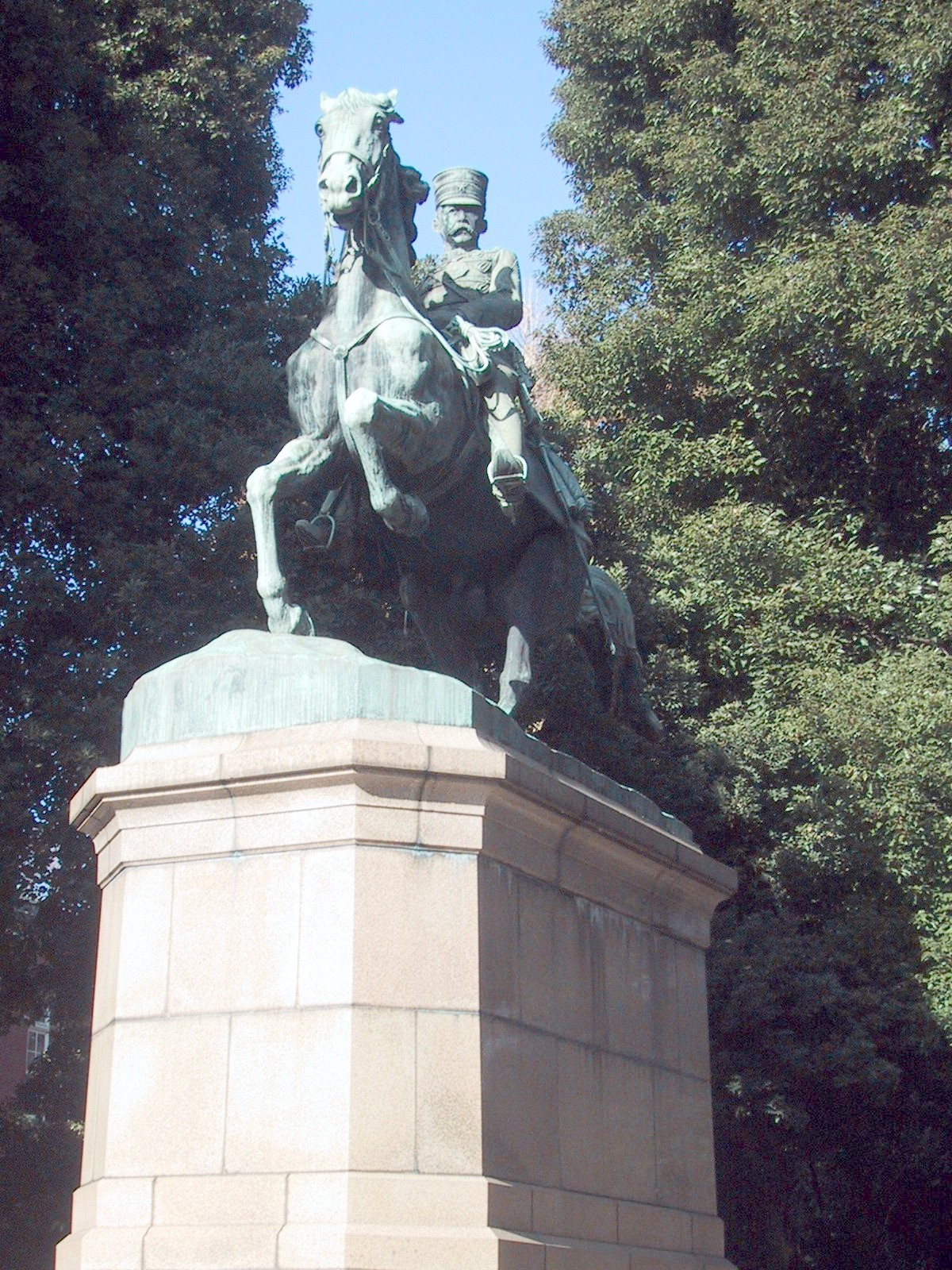
Statue équestre du Prince Kitashirakawa dans le jardin extérieur du Palais Impérial de Tokyo.

Le prince Kitashirakawa est devenu un soldat professionnel, et a été envoyé en Allemagne pour son entraînement militaire. À son retour au Japon en 1887, il a été nommé général dans l'Armée impériale japonaise. En 1892, en tant que général de division, il a commandé la 4e division. Après le déclenchement de la première guerre sino-japonaise de 1894-1895, il a été transféré à la 1re division et a participé à l'invasion japonaise de Taïwan. Pendant l'opération, il a contracté la malaria et est décédé près de Tainan (bien qu'il y avait des rumeurs qu'il ait été tué dans l'action par la guérilla taïwanaise). Le prince Kitashirakawa est ainsi le premier membre de la famille impériale japonaise connu à être mort en dehors du Japon, et le premier (dans les temps modernes) à être mort à la guerre. Sous le shintoïsme d'État, il a été déifié en kami, et a été inscrit dans la plupart des sanctuaires Shinto érigés à Taïwan pendant l'occupation japonaise, et également au sanctuaire Yasukuni.

## Galerie

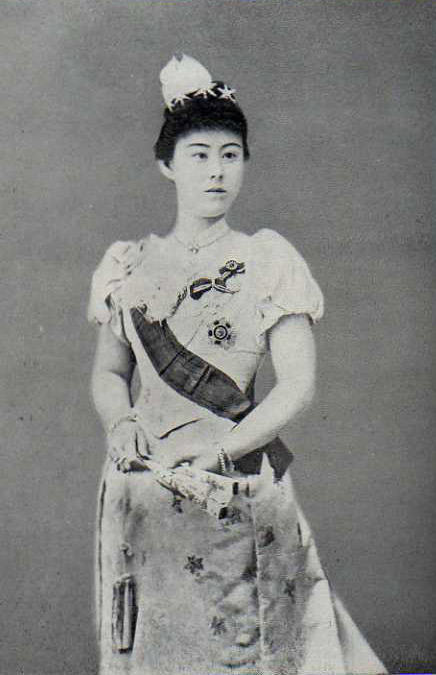
SEI la Princesse Kitashirakawa Tomiko, épouse
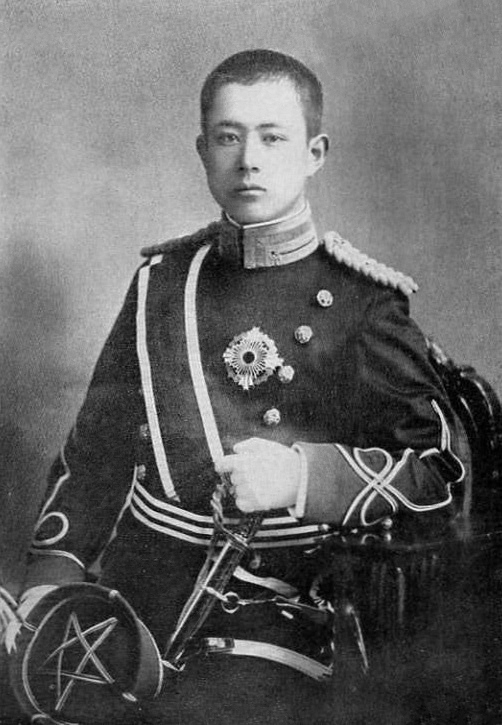
SEI le Prince Kitashirakawa Naruhisa, héritier

## Source de la traduction
- (en) Cet article est partiellement ou en totalité issu de l’article de Wikipédia en anglais intitulé « Prince Kitashirakawa Yoshihisa » (voir la liste des auteurs).